# Sport Club Meran Handball
L'Alperia Black Devils è una società di pallamano avente sede nella città di Merano, in provincia di Bolzano. La sezione è stata fondata nel 1973.
Milita attualmente in Serie A Gold che è il massimo campionato nazionale italiano di pallamano maschile. Nella sua storia ha vinto 1 campionato nazionale, 1 coppa Italia e 1 supercoppa italiana.
Disputa le proprie gare interne presso l'Arena Karl Wolf di Merano.

## Storia
Lo Sport Club Meran Handball viene fondato nel 1973.
Disputa la serie C per la prima volta nella sua storia nella stagione 1975-76; viene promosso in serie B nel 1979.
L'approdo in serie A2 arriva nel 1987 mentre la serie A1 arriva dopo la storica promozione del 1991.
La stagione 1991-92 termina però subito con la retrocessione nella categoria inferiore.
Ritornato in serie A1 nel 1993-94 vi rimarrà per cinque stagioni consecutive, fino al 1997-98, stagione in cui retrocede nuovamente nella serie cadetta.
Dal 2004 al 2006 vive il periodo di maggior splendore vincendo la Coppa Italia nel 2003-04, lo scudetto nella stagione 2004-05 ed infine la Supercoppa nel 2005-06. il periodo d'oro si chiude nel 2008 con la retrocessione nella categoria inferiore.
A seguito della riforma dei campionati varata dalla FIGH nella stagione 2012-13 viene ammesso alla Serie A - 1ª Divisione Nazionale.
Nel 2023 è la prima società italiana di pallamano a diventare una Società a responsabilità limitata (s.r.l.), passando al nome attuale di Alperia Black Devils.

## Partecipazioni

### Campionati di 1º e 2º livello
| Livello | Categoria       | Partecipazioni | Debutto | Ultima stagione | Totale |
| ------- | --------------- | -------------- | ------- | --------------- | ------ |
| 1°      | Serie A Gold    | 3              | 2022-23 | 2024-25         | 28     |
| 1°      | Serie A-1ª D.N. | 6              | 2012-13 | 2020-21         | 28     |
| 1°      | Serie A Élite   | 3              | 2005-06 | 2007-08         | 28     |
| 1°      | Serie A1        | 16             | 1991-92 | 2021-22         | 28     |
| 2°      | Serie A1        | 4              | 2008-09 | 2011-12         | 17     |
| 2°      | Serie A2        | 6              | 1987-88 | 1998-99         | 17     |
| 2°      | Serie B         | 7              | 1979-80 | 1985-86         | 17     |

### Coppe nazionali
| Coppa               | Partecipazioni | Debutto | Ultima stagione |
| ------------------- | -------------- | ------- | --------------- |
| Coppa Italia        | 22             | 1987-88 | 2023-24         |
| Handball Trophy     | 4              | 2004-05 | 2007-08         |
| Supercoppa italiana | 1              | 2005    | 2023            |

### Coppe europee
| Coppa                | Partecipazioni | Debutto | Ultima stagione |
| -------------------- | -------------- | ------- | --------------- |
| EHF Champions League | 1              | 2005-06 | 2005-06         |
| Coppa delle Coppe    | 1              | 2004-05 | 2004-05         |
| EHF Cup              | 2              | 1995-96 | 2003-04         |
| EHF Challenge Cup    | 1              | 2002-03 | 2002-03         |

## Palmarès
- Campionato italiano di pallamano maschile: 1
2004-05.
- Coppa Italia (pallamano maschile): 1
2003-04.
- Supercoppa italiana (pallamano maschile): 1
2005.

## Palasport
Lo Sportclub Meran Handball disputa le proprie gare casalinghe presso la Palestra del centro scolastico di Merano. L'impianto è sito in via Karl Wolf 38 ed ha una capienza di circa 500 spettatori.

## Rosa 2025-2026

### Giocatori
|    | Naz.                 | Ruolo | Sportivo            | Anno |  |  |
| -- | -------------------- | ----- | ------------------- | ---- |  |  |
| 9  | Italia (bandiera)    | A     | Luca Visentin       | 2003 |  |  |
| 10 | Italia (bandiera)    | T     | Samuel Gerstgrasser | 2005 |  |  |
| 11 | Italia (bandiera)    | PV    | Andreas Stricker    | 1994 |  |  |
| 19 | Italia (bandiera)    | A     | Paul Raffeiner      | 2004 |  |  |
| 22 | Tunisia (bandiera)   | P     | Selmi Haj Frej      | 2005 |  |  |
| 23 | Argentina (bandiera) | A     | Santiago Núñez      | 1993 |  |  |
| 46 | Italia (bandiera)    | T     | Luca Sperandio      | 2006 |  |  |
|    | Brasile (bandiera)   | T     | Malandrin           | 1992 |  |  |
|    | Cile (bandiera)      | P     | Vicente Gonzalez    | 1997 |  |  |
|    | Argentina (bandiera) | T     | Ignacio López       | 1998 |  |  |
|    | Italia (bandiera)    | T     | Wahsim Kouaja       | 2006 |  |  |
|    | Germania (bandiera)  | T     | Yannik Meye         | 1999 |  |  |
|    | Italia (bandiera)    | A     | Tommaso Borgato     | 2008 |  |  |

### Staff
- Allenatore:  Emanuele Panetti
- Vice allenatore:  Eduard von Grebmer
- Preparatore dei portieri:  Luigi Malavasi
- Preparatore atletico:  Mirco La Mendola